# Laura Donhauser
Laura Donhauser (* 4. September 2001 in Amberg) ist eine deutsche Fußballspielerin.

## Karriere

### Vereine
Donhauser begann beinahe 15-jährig in der Jugendabteilung des FC Bayern München mit dem Fußballspielen und stieg, dem Jugendalter entwachsen, 2018 in die zweite Mannschaft auf. Für diese bestritt sie bis Saisonende 2020/21 in der 2. Bundesliga 55 Punktspiele, in denen sie sechs Tore erzielte. Ihr Debüt im Seniorinnenbereich gab sie am 26. August 2018 (2. Spieltag) bei der 2:3-Niederlage im Auswärtsspiel gegen die zweite Mannschaft des VfL Wolfsburg. Gegen diese Mannschaft erzielte sie im Rückspiel am 17. Februar 2019 (15. Spieltag) mit dem Treffer zum 2:1-Sieg in der 87. Minute auch ihr erstes Tor. Dem Kader der ersten Mannschaft gehörte sie am 16. Dezember 2020 und am 10. März 2021 an, wobei sie im Rückspiel der 1. Runde des Champions-League-Wettbewerbs beim 3:0-Sieg über Ajax Amsterdam mit Einwechslung für Carolin Simon in der 71. Minute, wie auch im Achtelfinalrückspiel beim 3:0-Sieg über BIIK Kazygurt mit Einwechslung für Gia Corley in der 81. Minute, zum Einsatz kam.
Zur Saison 2021/22 wurde sie vom Bundesligaaufsteiger 1. FC Köln verpflichtet, für den sie am 26. September 2021 im Zweitrundenspiel im DFB-Pokal-Wettbewerb ihr Pflichtspieldebüt gab und am 1. Oktober 2021 (4. Spieltag) bei der 0:6-Niederlage im Heimspiel gegen die Bayern ihre Bundesligapremiere hatte.

### Auswahl-/Nationalmannschaft
Donhauser spielte von 2015 bis 2017 in den bayerischen Auswahlmannschaften der Altersklassen U14, U16 und U18, bevor sie am 1. November 2016 erstmals als Nationalspielerin der U16-Nationalmannschaft in Flensburg das Länderspiel gegen die Auswahl Dänemarks beim 4:0-Sieg bestritt. Mit der U17-Nationalmannschaft nahm sie an der vom 9. bis 21. Mai 2018 in Litauen ausgetragenen Europameisterschaft teil, bestritt alle Spiele der Gruppe A sowie das mit 0:2 gegen die Auswahl Spaniens verlorene Finale. Mit der U17-Nationalmannschaft nahm sie an der vom 13. November bis 1. Dezember 2018 in Uruguay ausgetragenen Weltmeisterschaft teil, wobei sie in allen drei Spielen der Gruppe C und bei der 0:1-Niederlage gegen die Auswahl Kanadas im Viertelfinale eingesetzt wurde.
Für die U19-Nationalmannschaft debütierte sie am 3. März 2019 beim torlosen Unentschieden gegen die Auswahl Dänemarks im Rahmen des U19-Nationen-Turniers in La Manga del Mar Menor. Mit ihr nahm sie an der vom 16. bis 28. Juli 2019 in Schottland ausgetragenen Europameisterschaft teil, bestritt die ersten beiden Spiele der Gruppe B sowie das Halbfinale und das Finale, das in Paisley mit 1:2 gegen die Auswahl Frankreichs verloren wurde.

## Erfolge
Nationalmannschaft
- U19-Europameisterschaftsfinalist 2019
- U17-Europameisterschaftsfinalist 2018

FC Bayern München
- Deutscher Meister 2021
- Deutscher B-Juniorinnen-Meister 2017